# Dioskoreja
Dioskoreja (lat. Dioscorea; sinonim bljušt, lat. Tamus), biljni rod trajnica i polugrmova penjačica iz porodice bljuštovki kojemu pripadaju kao poznati predstavnici obični bljušt ili kuka (D. communis; sin. Tamus communis) i kineski krumpir (Dioscorea batatas). Rodu pripada preko 600 vrsta.
Ime roda dolazi po grčkom liječniku, farmakologu i botaničaru Pedaniju Dioskoridu.
Vrste dioskoreja rastu pretežno u tropskim predjelima Azije, Afrike, Amerike, Australije, oceanije. To su uglavnom višegodišnje gomoljaste lijane, koje narastu od dva do 12 metara visine, listovi spiralno raspoređeni, većinom široki u obliku srca. Većinom su dvodomne (muške i ženske biljke), ali su neke vrste jednodomne. Plod je kapsula u većini vrsta.
Neke vrste, poznate kao jam, imaju jestivi gomoljasti korijen, i važne za prehranu kod mnogih zajednica Afrike, Azije i Oceanije. Mnoge ove vrste su toksične u svježem stanju.

## Vrste
Vidi Popis vrsta roda Dioscorea